# 소켓 렌치

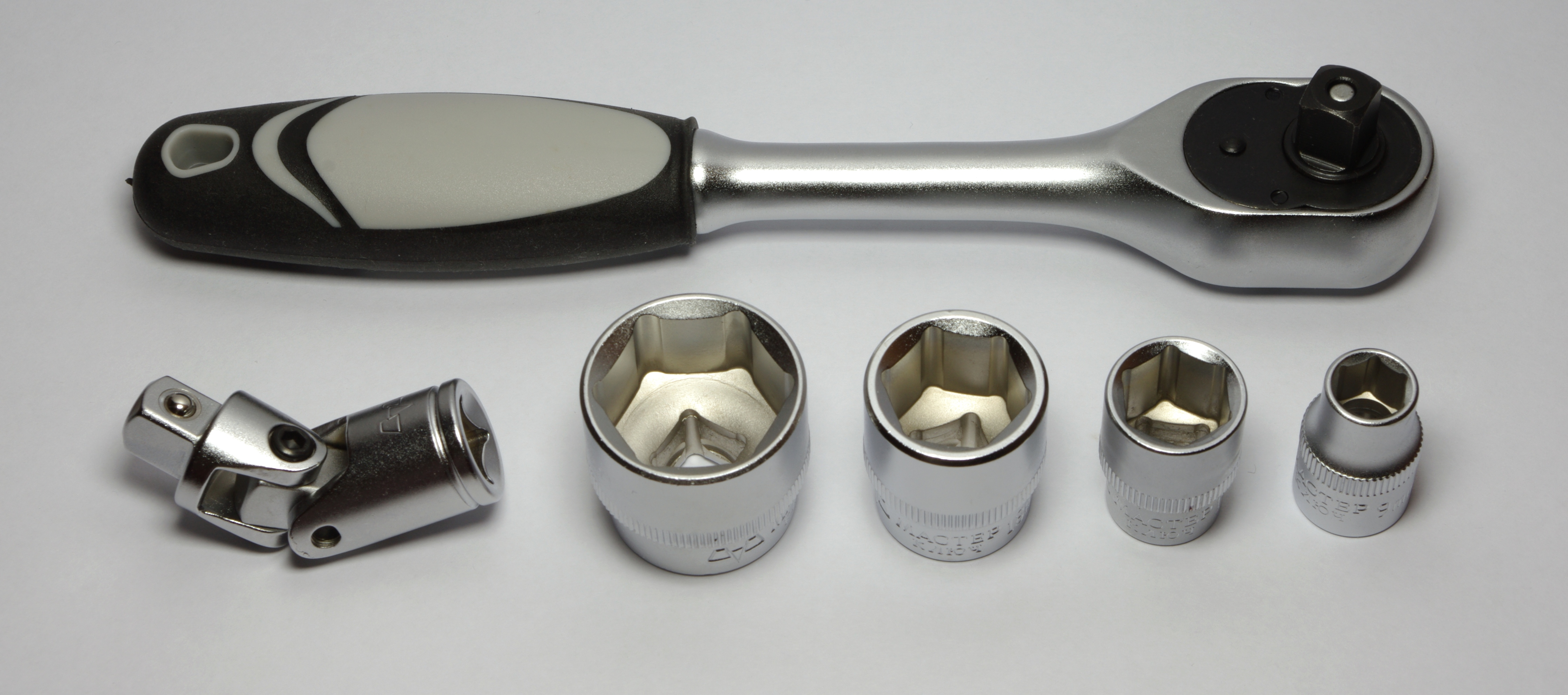

소켓 렌치(영어: socket wrench)는 손잡이와 분리되며 교체 가능한 소켓으로 구성되며 볼트나 너트 등을 조이고 푸는 데에 사용하는 공구로, 스패너의 일종이다.
소켓 렌치 중 일부는 한쪽 방향으로만 회전이 가능한 래칫 구조를 사용하는 것이 있으며, 이것은 래칫 핸들(Ratchet handle)이라고 한다. ‘깔깔이’라는 속칭으로 불리기도 한다. 래칫 핸들은 렌치를 조이고자 하는 대상에서 분리하여 손잡이의 위치를 재조정할 필요가 없이 연속적으로 작업을 진행할 수 있게 한다. 걸쇠의 방향을 바꾸어 회전 방향을 바꿀 수 있게 되어 있는 경우가 많다.

## 같이 보기
- 임팩트 렌치
- 토크 렌치